# Hendrick Coster
Hendrick Coster (verm. Arnhem, ca. 1615 – Groningen, ca. 1665) was een kunstschilder gespecialiseerd in portretten en mogelijk ook in genrestukken en vogelstillevens. Hij was werkzaam tussen 1638 en 1659, voornamelijk in Arnhem.

## Biografische schets
Hendrick Coster (ook wel Hendryck Coster of Koster) werd vermoedelijk geboren in Arnhem tussen 1610 en 1620. In juli 1639 trouwde hij te Jutphaas met Florentina van Hardenbroek, dochter van de Utrechtse lakenkoper (later vormdraaier) Gijsbert Anthonisz. van Hardenbroek en zijn vrouw Aeltje Jacobsdr. Schut. Coster werd bij die gelegenheid als in Utrecht woonachtig vermeld. Hoogstwaarschijnlijk genoot Coster in Utrecht zijn opleiding, aangezien zijn schildertrant nauw aansluit bij de Utrechtse school en vooral overeenkomt met de stijl van Johan van Loenen (†1643).
Kort na zijn huwelijk keerde hij terug naar Arnhem, waar hij nog in 1639 werd ingeschreven in het Josephsgilde en waar in daaropvolgende jaren zijn zes kinderen werden gedoopt. We vinden Costers naam terug in de naamlijst van het gildebestuur uit 1654, waarachter (zonder datum) staat opgetekend dat Coster ‘ist vertrocke naer Groeningen ende aldaer gestorven.’ Inderdaad werd Coster in 1656 lid van het Groningse glazenmakers- en verversgilde, waarbinnen ook de schilders zich organiseerden. Hij stierf in 1664 of enkele jaren later.

## Oeuvre
In het najaar van 1638 ontving Coster van het Hof van Gelre zijn eerste opdracht. Voor vijftig gulden kopieerde hij twee oudere portretten van Maarten van Rossum en hertog Karel van Gelre, waarnaar gravures werden gemaakt voor Pontanus’ Historia Gelrica. Zijn vroegste portret naar het leven, van een anonieme dame, stamt uit 1642 en draagt het opschrift ‘In Arnhem’ (Den Haag, Museum Bredius). Coster schilderde voornamelijk Arnhemse patriciërs. Zo portretteerde hij ook de katholieke burgemeestersdochter Helena Leydeckers (1569-na 1643), met een bloedkoralen rozenkrans in haar gevouwen handen, gezeten aan een tafel waarop een crucifix staat (Arnhem, Museum voor Moderne Kunst). Uit Costers Groningse periode zijn geen gedateerde portretten nawijsbaar. Mogelijk richtte hij zich in zijn latere carrière op stillevens en genrevoorstellingen.
Tot Costers leerlingen behoorde de beroemde portrettist Caspar Netscher. Deze was met zijn ouders van Heidelberg naar Arnhem gekomen en werd op veertienjarige leeftijd bij Coster in leer gedaan, op instigatie van dokter A. Tullekens. Netscher vervolgde echter zijn opleiding bij Gerard ter Borch. Arnold Houbraken, auteur van de Groote Schouburgh der Nederlantsche konstschilders, maakte in Netschers levensbeschrijving melding van ‘Koster’, ‘die allerhande doode vogelen, en wat meer tot het Keukenstuk behoort, schilderde.’ Dergelijke vogelstillevens van Costers hand zijn niet langer bekend; een gesigneerd en 1657 gedateerd stuk bevond zich vroeger in het museum te Emden, maar ging verloren zonder dat er een afbeelding bewaard bleef.
Mogelijk vervaardigde Coster ook landschappen, aangezien Bénézit melding maakt van een landschap van zijn hand dat op 9 maart 1904 te Keulen werd verkocht. Ook brengt Bénézit Hendrick impliciet in verband met de schilder Jan Coster, ‘peintre sans doute à Arnhem’. Jan (of Johannes) was kennelijk Hendricks zoon. Enige jaren geleden kwam een Stilleven met dode vogels en een hond van hem ter veiling, gesigneerd Joh. Coster. Fecit/1664.
Hendrick Costers Koning Salomo, die zich tot november 2002 in de collectie SØR Rusche bevond, doet vermoeden dat hij zich ook bezighield met historieschilderkunst, hoewel dit werk veeleer in de categorie van de tronie (=anonieme kopstudie) valt.
Voor een Personificatie van de Poëzie ontleende Coster de iconografie (direct of indirect) aan Cesare Ripa’s embleemboek Iconologia. Dit genreachtige tafereel getuigt ook van zijn vaardigheid in het schilderen van figuren bij kaarslicht. Veelvuldig werd Costers naam verbonden aan caravaggistische schilderijen met kaarslichtscènes, waarvan een deel echter moet worden toegeschreven aan de Antwerpse schilder Adam de Coster (ca. 1586-1643). Er zijn ook nachtstukken met de signatuur H. Coster bekend.
Coster signeerde zijn werken afwisselend voluit, H.Coster fec. of in monogram HC FC.

## Enkele werken
- Personificatie van de Poëzie in de gedaante van een gelauwerde vrouw die haar pen snijdt, olieverf op doek, 66 x 47,6 cm, midden 17de eeuw, herkomst: Coll. Dr. Emma B. Culbertson; gelegateerd 05-08-1920 aan The Museum of Fine Arts, Boston, inv.nr. 20853; door welke afgestoten en te koop aangeboden op Vlg. New York (Sotheby's), 15-01-1993, lot 4A, als 'Roman School, 17th Century'; Vlg. Londen (Christie’s), 29-10-1999, lot 55 (met herkomstgegevens).
- Koning Salomo, gemonogrammeerd en gedateerd (r.b.): HC FC / 1654, olieverf op paneel, 28 x 19 cm, Vlg. coll. SØR Rusche, Amsterdam, (Sotheby’s), 05-11-2002, lot 122; Vlg. Londen (Christie’s South Kensington): 22-04- 2008, lot 446.
- Portret van Helena Leideckers, gedateerd (m.o.): Ano 1643, gesigneerd (l.o.): H.Coster fec., inscriptie (m.o.): helena leydeckers dochter van burge meister / Andries Leydeckers, leeftijdsaanduiding (r.b.): ÆTATIS SVÆ 73, olieverf op paneel, 104 x 85 cm, Arnhem, Museum voor Moderne Kunst Arnhem, inv.nr. GM 4166.[9]
- Portret van een vrouw, gesigneerd en gedateerd (l.o.): H Coster, fec / In Arnhem / Aº.1642, olieverf op doek, 72 x 54 cm, 1642 gedateerd, Den Haag, Museum Bredius, inv.nr. 31-1946.[10]

- Biografisch Portaal: 22290046
- RKD-Nederlands Instituut voor Kunstgeschiedenis: 18622
- Union List of Artist Names: 500028690
- Virtual International Authority File: 95858797